# Mauseschlau & Bärenstark
Mauseschlau und Bärenstark ist ein Brettspiel für Kinder von Ingeborg Ahrenkiel und Cornelia Keller aus dem Jahr 1998, dessen Neuauflage von 2006 im selben Jahr mit dem Schweizer Spielepreis ausgezeichnet wurde.
Es ist für zwei bis sechs Spieler ab 5 Jahren konzipiert. Eine Spielrunde dauert etwa 30 Minuten.

## Ausstattung
Neben dem Spielplan mit einstellbarer Uhr und der Spielanleitung enthält das Spiel sechs Spielfiguren, einen Würfel sowie 88 Spielkarten, wovon 57 Mauskarten mit Sachfragen und 27 Bärenkarten mit Aktionen sind. Die restlichen vier Karten sind Joker.

## Spielablauf
In Mauseschlau & Bärenstark müssen die Spieler bei der Umrundung des Spielplans Sachfragen beantworten und Aktionen durchführen. Jede Spielfigur startet in ihrem eigenen "Tierhaus". Die Spieler würfeln und bewegen sich um die Augenzahl an Feldern vorwärts auf dem Spielplan. Dabei wird nicht rausgeschmissen, sondern im Falle eines bereits besetzten Feldes die eigene Spielfigur auf das nächste freie Spielfeld gesetzt. Landet der Spieler auf einem gelben Feld, so muss er eine Frage vom Mausestapel beantworten. Bei einigen Karten wird nach einer bestimmten Uhrzeit gefragt, welche mittels der Uhr auf dem Spielplan eingestellt werden kann. Landet er auf einem orangen Feld, so muss er eine Aufgabe vom Bärenstapel durchführen. Kommt der Spieler hingegen auf ein weißes Feld, so muss er drei Felder zurückgehen und je nach Farbe des Feldes entweder eine Frage beantworten oder eine Aktion erledigen.

## Spielende
Das Spiel endet, wenn ein Spieler den Spielplan einmal umrundet hat. Der Spieler, der bis dahin die meisten Karten sammeln konnte, gewinnt.

## Nachfolger
Im Laufe der Jahre erschienen elf Nachfolger des Spieles, weshalb Mauseschlau & Bärenstark als eigenständige Spielreihe betrachtet werden kann.